# Croix de chemin d'Offemont (1712)
Pour les articles homonymes, voir Croix de chemin d'Offemont.
La Croix de chemin d'Offemont (1712) est une croix de chemins datée de 1712 située sur la commune d'Offemont dans le département français du Territoire de Belfort.

## Localisation
La croix, qui se trouvait au lieu-dit Les soiras a été déplacée près du cimetière, et se trouve maintenant en bordure de la route départementale 22.

## Histoire
La croix date de 1712. 
La croix est inscrite au titre des monuments historiques depuis le 27 mai 1964.

## Description
La croix est en grès et représente une scène de la nativité.